# Jangle pop
Jangle pop är en genre inom alternativ rock som uppstod under mitten till slutet av 1980-talet. Stilen "markerade en återvändning till de klingande gitarrerna och popmelodierna från 60-talet", exemplifierat av amerikanska The Byrds.